# Bernhard Riedel (Trainer)
Bernhard Riedel (* 5. Juni 1939; † 11. Februar 2013 in Meißen) war ein deutscher Hammerwurftrainer. Er war Schweizer und deutscher Bundestrainer und führte zwei deutsche Athleten zum Weltmeistertitel.

## Leben
Bernhard Riedel stammte aus Meißen in Sachsen.
1939 stellte er mehrere regionale Rekorde in Hammerwurf, Kugelstoßen und Diskuswurf bei Chemie Meißen auf.
In den 1970er und 1980er Jahren trainierte er die Hammerwerfer des SC Einheit Dresden. Gunther Rodehau wurde unter seiner Anleitung WM-Fünfter, zweimal EM-Vierter, zweimal DDR-Meister und einmal DDR-Rekordhalter.
Bernhard Riedel verabreichte seinen Athleten auch Dopingmittel.
Nach 1990 fand er zunächst keine Anstellung als Trainer in Deutschland mehr. Dafür wurde er Schweizer Nationaltrainer und beim LC Zürich.
1996 bat ihn der Hammerwerfer Heinz Weis aus Leverkusen, ihn anzuleiten, da sein bisheriger Trainer gestorben war. 1997 wurde er Weltmeister.
Dies war das erste Mal, dass ein ehemaliger DDR-Trainer einen ehemaligen westdeutschen Athleten zu einem solchen Erfolg führte.
Danach wurde Bernhard Riedel zum Bundestrainer berufen.
1999 wurde Karsten Kobs unter seiner Anleitung ebenfalls Weltmeister.